# Brasilianische Baummäuse
Die Brasilianischen Baummäuse (Rhagomys) sind eine in Südamerika lebende Nagetiergattung aus der Gruppe der Neuweltmäuse. Sie umfassen zwei Arten.
Diese Nagetiere erreichen eine Kopfrumpflänge von rund neun Zentimetern haben einen etwa gleich langen Schwanz. Ihr Fell ist orangerot gefärbt, die Unterseite ist etwas heller. Der Schwanz ist spärlich mit Haaren bedecke, die kurzen Ohren ragen kaum aus dem Fell. Als einzige Vertreter der Sigmodontinae haben sie einen Nagel und keine Kralle an der ersten Zehe des Hinterfußes. Ihr Körperbau zeigt Anpassungen an eine baumbewohnende Lebensweise.
Es werden drei Arten unterschieden:
Die Rötliche Baummaus (Rhagomys rufescens) kommt nur im brasilianischen Bundesstaat Rio de Janeiro vor. Es sind nur zwei Exemplare bekannt, aufgrund der starken Zersiedlung und der damit verbundenen Zerstörung des Lebensraums wird die Art von der IUCN als „vom Aussterben bedroht“ (critically endangered) gelistet.
Die Langzungen-Baummaus (Rhagomys longilingua) wurde erst 2003 beschrieben. Diese Art bewohnt Wälder im südöstlichen Peru (Regionen Madre de Dios und Cusco). Sie ist bislang nur von drei Exemplaren bekannt. Ihr Gefährdungsgrad ist ungewiss, die IUCN führt die Art noch nicht an.
Rhagomys septentrionalis lebt am Fuß der Cordillera del Cóndor im südöstlichen Ecuador und wurde im Jahr 2021 beschrieben.